# مركز شانغهاي المالي العالمي
مركز شانغهاى المالي العالمي هو أطول ناطحة سحاب في الصين يليه برج مركز التجارة الدولي في هونغ كونغ، ورابع أطول ناطحة في العالم بعد برج دبي وبرج تايبيه وبرج الساعة في مكة المكرمة. يبلغ ارتفاعه 492 مترًا. افتتح في 29 أغسطس 2008. تقع ناطحة السحاب في منطقة لوجياتسوي وناحية بودونغ في شانغهاي، يطل المركز على نهر نهر هوانغبو بالمبنى 101 طابق فوق الأرض، وثلاث طوابق تحت الأرض.

## خلفيّة

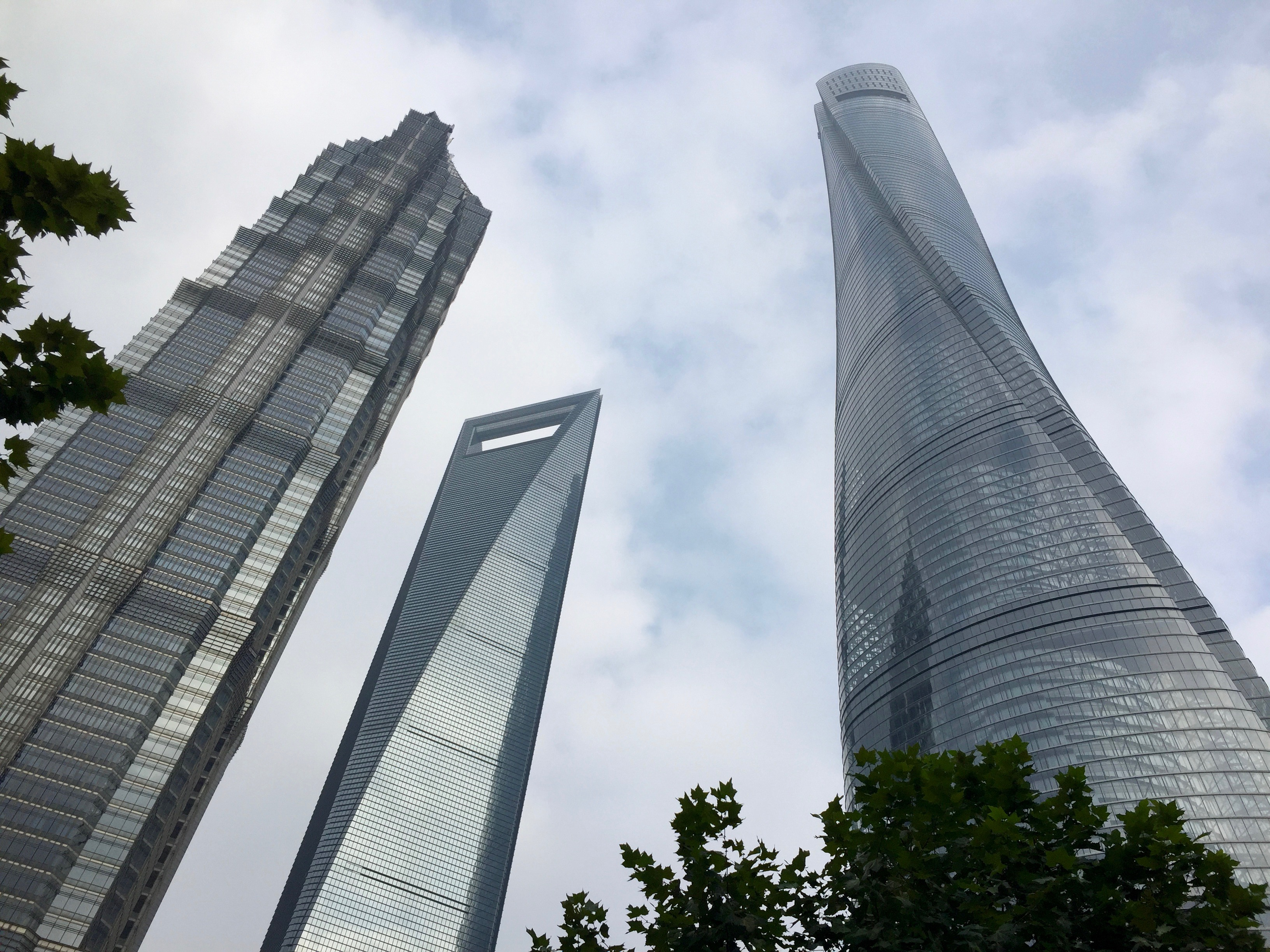
برج جين ماو، مركز شنغهاي المالي العالمي وبرج شنغهاي

يُعتبر مركز شنغهاي المالي العالمي ناطحة سحاب شاهقة تقع في منطقة بودونغ في شنغهاي. تم تصميمه عن طريقة شركة كوهن بيدرسن فوكس (بالإنجليزية: Kohn Pedersen Fox)‏ وتم تطويره بواسطة شركة شركة موري للبناء (بالإنجليزية: Mori Building Company)‏، مع ليزلي إي روبرتسون أسوشيتس (بالإنجليزية: Leslie E. Robertson Associates)‏ كمهندس إنشائي لها وشركة شركة البناء الحكومية الصينية (بالإنجليزية: China State Construction Engineering Corp)‏ وشركة شنغهاي للبناء (بالإنجليزية: Shanghai Construction)‏ العامة كمقاول رئيسي لها. إنها ناطحة سحاب متعددة الاستخدامات، تتكون من مكاتب، فنادق، غرف مؤتمرات، طوابق مراقبة، ومراكز تسوق بالطابق الأرضي. بارك حياة شنغهاي هو المكون الفندقي للبرج، ويتألف من 174 غرفة وجناحًا تشغل الطوابق من 79 إلى 93، والتي كانت وقت اكتمالها أعلى فندق في العالم. إنه الآن ثالث أعلى فندق في العالم بعد فندق ريتز كارلتون، هونج كونج، الذي يحتل الطوابق من 102 إلى 118 من مركز التجارة الدولي.
في 14 سبتمبر 2007، كانت ناطحة سحاب تصدرت بها في 492 متر (1,614.2 قدم)، مما يجعلها ثاني أطول مبنى في العالم، عند اكتماله (أطول مبنى في ذلك الوقت كان تايبيه 101)، وأطول مبنى في البر الرئيسي للصين. تم افتتاح مركز شنغهاي المالي العالمي للجمهور في 28 أغسطس 2008، مع افتتاح منصة المراقبة في 30 أغسطس. سطح المراقبة يوفر مناظر من 474 متر (1,555 قدم) فوق مستوى سطح الأرض.
تم الإشادة بتصميم مركز شنغهاي المالي العالمي لتصميمه، وفي عام 2008 تم تسميته من قبل المهندسين المعماريين كأفضل ناطحة سحاب تم إنجازها لهذا العام. في عام 2013، تجاوز برج شنغهاي المجاور مركز شنغهاي المالي العالمي ارتفاعًا، وهو أطول مبنى في الصين اعتبارًا من 2021 . معًا، يشكل مركز شنغهاي المالي العالمي وبرج شنغهاي وبرج جين ماو أول تجمع متجاور في العالم من ثلاث ناطحات سحاب عملاقة.

## التاريخ
تم تصميم البرج المكون من 100 طابق من قبل شركة الهندسة المعمارية الأمريكية كون بيدرسون فوكس وكان من المقرر في الأصل تشييده في عام 1997، ولكن توقف العمل مؤقتًا بسبب الأزمة المالية الآسيوية في أواخر التسعينيات، وتم إيقافه لاحقًا لاستيعاب تغييرات التصميم من قبل شركة موري للبناء. تم تمويل بناء البرج من قبل العديد من الشركات متعددة الجنسيات، بما في ذلك البنوك الصينية واليابانية وهونغ كونغ، وكذلك من قبل المطور الياباني والمستثمرين الأمريكيين والأوروبيين. قام بنك الاستثمار الأمريكي مورجان ستانلي بتنسيق تمويل البرج لمبنى موري.

### البناء
تم وضع حجر الأساس للبرج في 27 أغسطس 1997. في أواخر التسعينيات، عانت شركة البناء بيير دي سميت (بالإنجليزية: Pierre de Smet Building Corporation)‏ من نقص التمويل بسبب الأزمة المالية الآسيوية في 1997-1998، والتي أوقفت المشروع بعد اكتمال الأساسات. في 13 فبراير 2003، قامت مجموعة موري بزيادة ارتفاع المبنى إلى 492 متر (1,614 قدم) و101 طابق، من الخطط الأولية لـ 460 متر (1,509 قدم)، مبنى مكون من 94 طابقا. استخدم المبنى الجديد أسس التصميم الأصلي، واستؤنفت أعمال البناء في 16 نوفمبر 2003.
اندلع حريق في مركز شنغهاي المالي العالمي غير المكتملة في 14 أغسطس 2007. لوحظ الحريق لأول مرة في الطابق 40، حوالي الساعة 16:30 (بتوقيت جرينتش +8)، وسرعان ما شوهد الدخان بوضوح خارج المبنى. بحلول الساعة 17:45، تم إطفاء الحريق. وافادت الانباء ان الاضرار طفيفة ولم يصب أحد في الحادث. لا يزال سبب الحريق مجهولاً، لكن وفقاً لبعض المصادر، أشارت التحقيقات الأولية إلى أن اللحام الكهربائي للعمال هو الذي تسبب في الحريق.
بلغ ارتفاع المبنى الكامل 492 متر (1,614 قدم) في 14 سبتمبر 2007 بعد تركيب العارضة الفولاذية النهائية. تم تركيب ألواح الكسوة النهائية في منتصف يونيو 2008، وتم الانتهاء من تركيب المصعد في منتصف يوليو. تم الإعلان عن اكتمال مركز شنغهاي المالي العالمي في 17 يوليو 2008، وافتتح رسميًا في 28 أغسطس. في 30 أغسطس 2008، تم افتتاح طوابق المراقبة في البرج للجمهور.

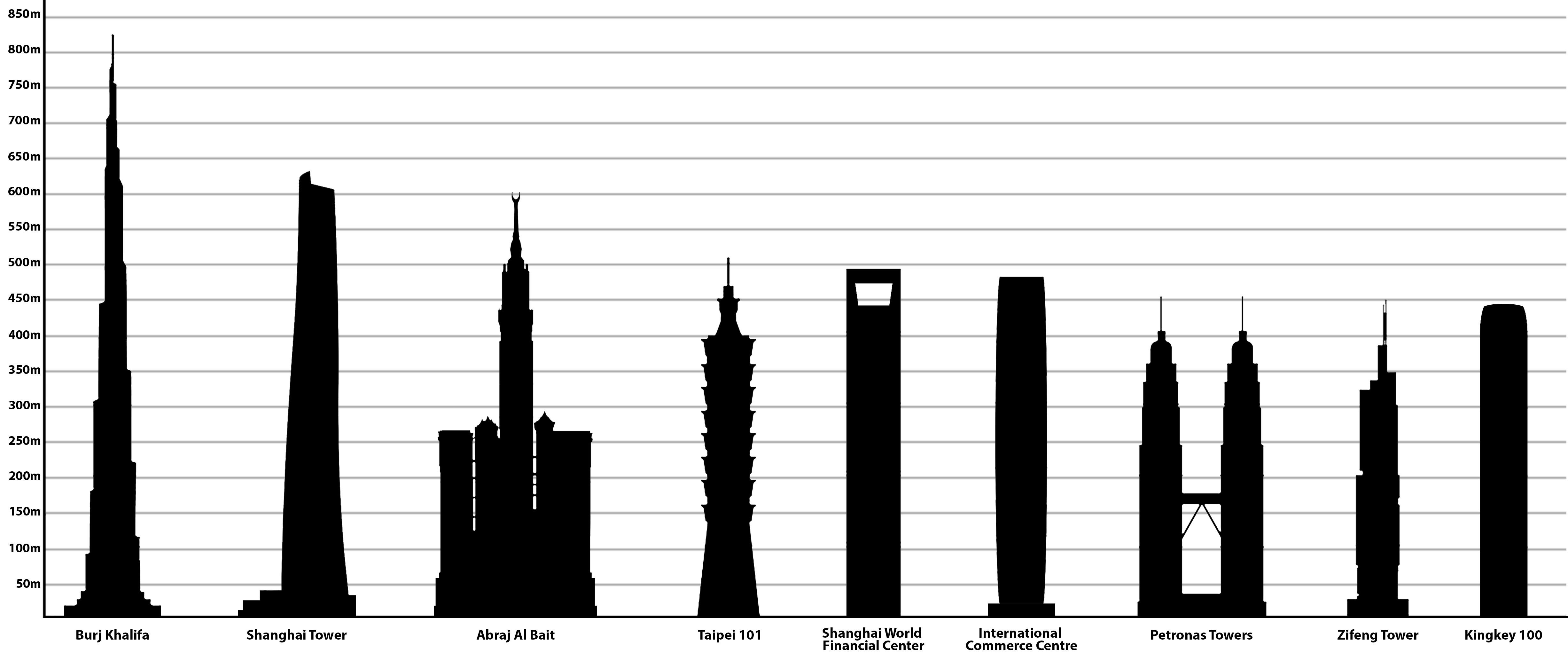
مركز شنغهاي المالي العالمي مقارنة مع ناطحات السحاب الآسيوية الأخرى.

## البنيان

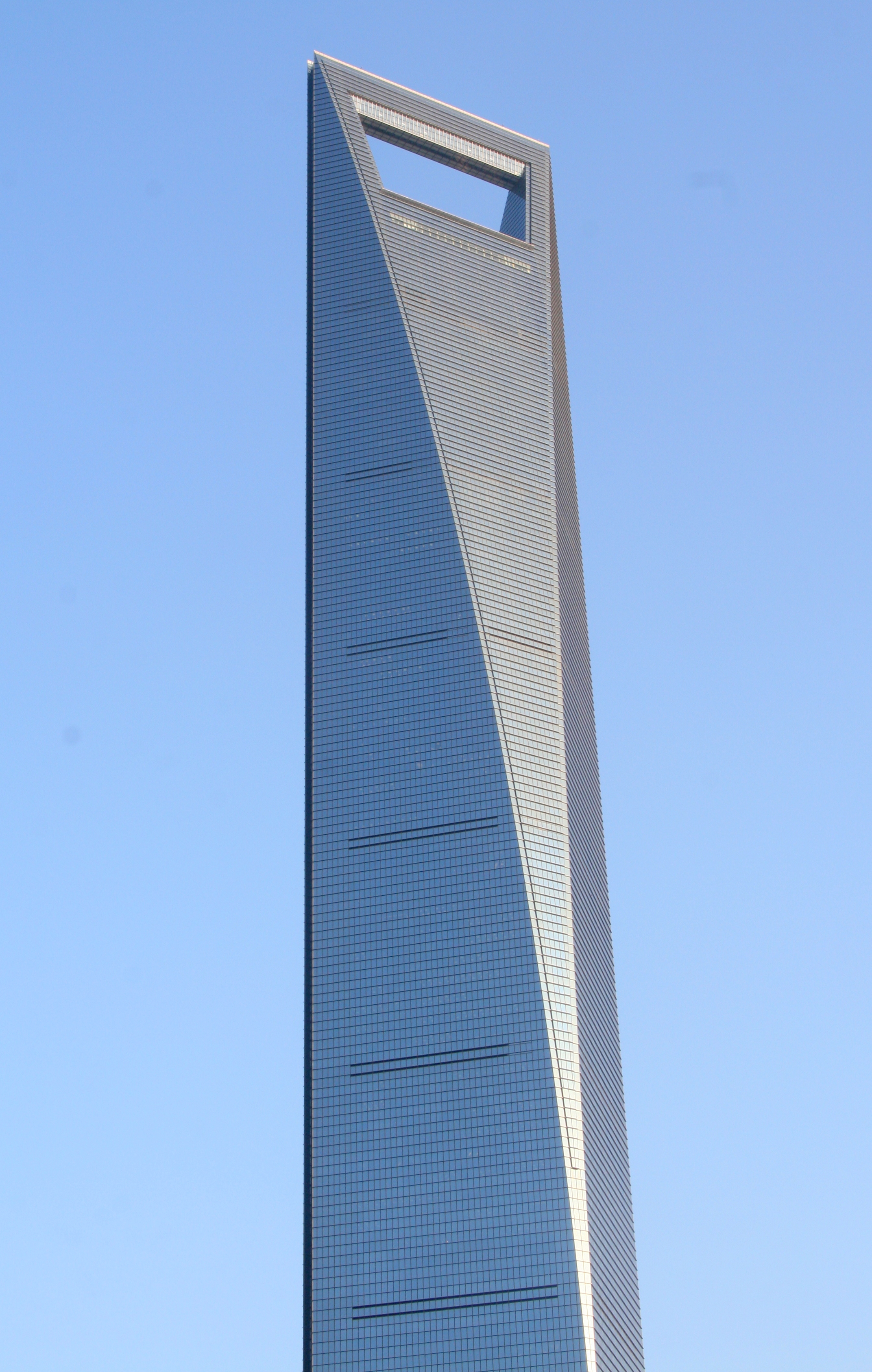
مركز شنغهاي المالي العالمي.

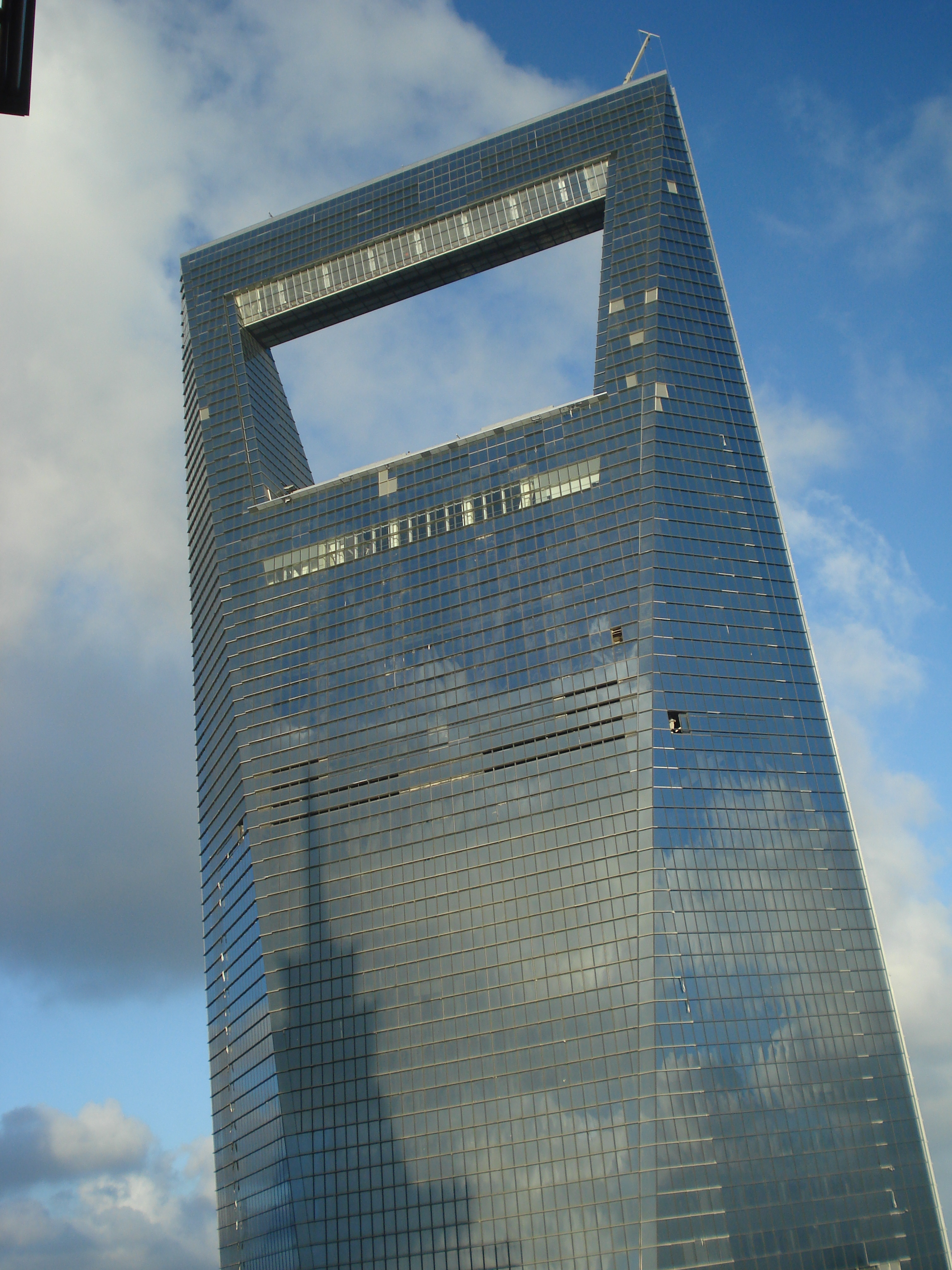
الجزء العلوي من المبنى وفتحة الرؤية واضحة للعيان.

الميزة الأكثر تميزًا لتصميم مركز شنغهاي المالي العالمي هي الفتحة شبه المنحرفة في الذروة. حدد التصميم الأصلي فتحة دائرية، 46 متر (151 قدم) لتقليل ضغوط ضغط الرياح، وللإشارة إلى التصوير الأسطوري الصيني للسماء كدائرة. كما أنها تشبه بوابة القمر الصينية بسبب شكلها الدائري في العمارة الصينية. ومع ذلك، بدأ هذا التصميم الأولي يواجه احتجاجات من بعض الصينيين، بما في ذلك عمدة شنغهاي، تشين ليانغيو، الذي اعتبروه مشابهًا جدًا لتصميم العلم الياباني للشمس المشرقة. ثم اقترح بيدرسن أن يتم وضع جسر أسفل الفتحة لجعلها أقل دائرية. في 18 أكتوبر 2005، قدمت المؤسّسة تصميمًا بديلاً لمبنى موري واستبدل ثقب شبه منحرف الدائرة الموجودة أعلى البرج، والتي بالإضافة إلى تغيير التصميم المثير للجدل، ستكون أيضًا أرخص وأسهل في التنفيذ، وفقًا للمهندسين المعماريين. يشير الأجانب والصينيين على حد سواء بشكل غير رسمي إلى المبنى باسم «فتاحة الزجاجات». تباع النسخ المتماثلة المعدنية للمبنى التي تعمل كفتاحات زجاجات فعلية في محل هدايا البرج. يتميّزُ البرج بثلاثة طوابق منفصلة للمراقبة تشكل الطوابق فوق وتحت فتحة الفتحة. يبلغ ارتفاع سطح المراقبة الأدنى، الواقع في الطابق 94، 423 متر (1,388 قدم) ؛ الثاني، في الطابق 97، على ارتفاع 439 متر (1,440 قدم) ؛ والأعلى في الطابق 100 هو 474 متر (1,555 قدم) عالية. تم تحديد ارتفاع سقف ناطحة السحاب عند 492 متر (1,614 قدم)، وكان في وقت من الأوقات أعلى سقف في العالم. قبل اكتمال البناء على السطح، كان من المقرر أن يبلغ الارتفاع الإجمالي لـ مركز شنغهاي المالي العالمي 509.2 متر (1,671 قدم) بحيث يتجاوز ارتفاع تايبيه 101، ولكن تم فرض حد للارتفاع، مما يسمح للسقف بالوصول إلى أقصى ارتفاع يبلغ 492 مترًا. قاوم المهندس المعماري ويليام بيدرسن والمطور Minoru Mori اقتراحات لإضافة برج مستدقة من شأنها أن تتجاوز تلك الموجودة في تايبيه 101 وربما مركز التجارة العالمي، واصفا مركز شنغهاي المالي العالمي بأنه «مبنى واسع الأكتاف». يضم مركز شنغهاي المالي العالمي مساحة أرضية إجمالية تزيد عن 377,300 متر مربع (4,061,200 قدم2) و31 مصعد و33 سلم كهربائي.

### الكفاءة الهيكلية
تتكون الفتحة شبه المنحرفة للبرج من الفولاذ الهيكلي والخرسانة المسلحة. يعمل عدد كبير من القوى، مثل أحمال الرياح والأشخاص الموجودين في المبنى والمعدات الثقيلة الموجودة في المبنى، على هيكل مركز شنغهاي المالي العالمي. يتم نقل قوى الانضغاط والانحناء هذه إلى الأرض بواسطة الإطار المائل المائل (مع دعامات مداد إضافية). يستخدم التصميم استخدامًا فعالًا للمواد، لأنه يقلل من سمك جدران القص الأساسية الخارجية ووزن الهيكل الفولاذي في المحيط.

## المستأجرين
يستضيف مركز شنغهاي المالي العالمي مبنى المكاتب للعديد من الشركات المالية الدولية، بما في ذلك تلك التي تعمل في مجال الخدمات المصرفية والتأمين والأوراق المالية وإدارة الصناديق، مثل إرنست ويونغ ومورغان ستانلي وبي إن بي باريبا والبنك التجاري الألماني وبنك يوكوهاما وشركة ميتسوي سوميتومو المصرفية وبنك التنمية الكوري وغيرهم الكثير. يقع فرع جوجل في شنغهاي في الطوابق 60 إلى 61.

## المواصلات
- مترو شنغهاي: الخط 2 في محطة لوجيازو على بعد 10 دقائق سيرا على الأقدام من المركز.[27]

## الجوائز
تم تسمية مركز شنغهاي المالي العالمي من قبل المهندسين المعماريين كأفضل ناطحة سحاب تم الانتهاء منها في عام 2008، حيث حصل على جائزة أفضل مبنى شاهق بشكل عام وجوائز آسيا وأستراليا من مجلس المباني الشاهقة والمساكن الحضريّة (CTBUH). صرحت كارول ويليس من مجلس المباني الشاهقة والمساكن الحضرية، ورئيسة متحف ناطحات السحاب في نيويورك: «إن بساطة شكلها وحجمها يبرزان فكرة ناطحة السحاب». وأشار المهندس المعماري تيم جونسون إلى تصميمه الهيكلي المبتكر: «دعامات الصلب تحمي من قوى الرياح والزلازل وتجعل المبنى أخف وزناً، وتقليل استخدام الفولاذ، وتساهم في استدامته». ووصف جونسون هيكل مركز شنغهاي المالي العالمي بأنه «ليس أقل من العبقرية».

## معرض الصور

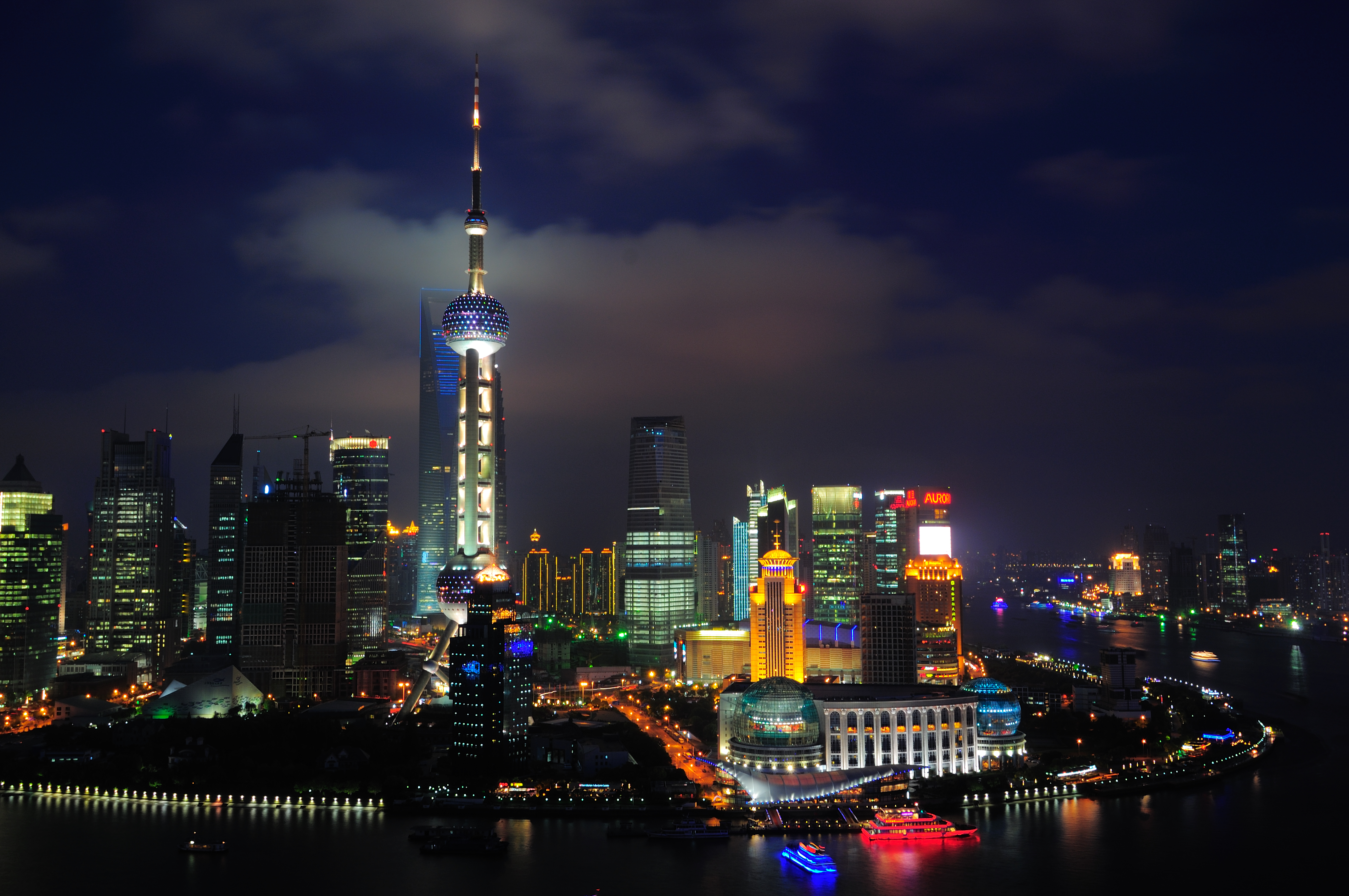
مركز شنغهاي المالي العالمي، يظهر خلف برج لؤلؤة الشرق.
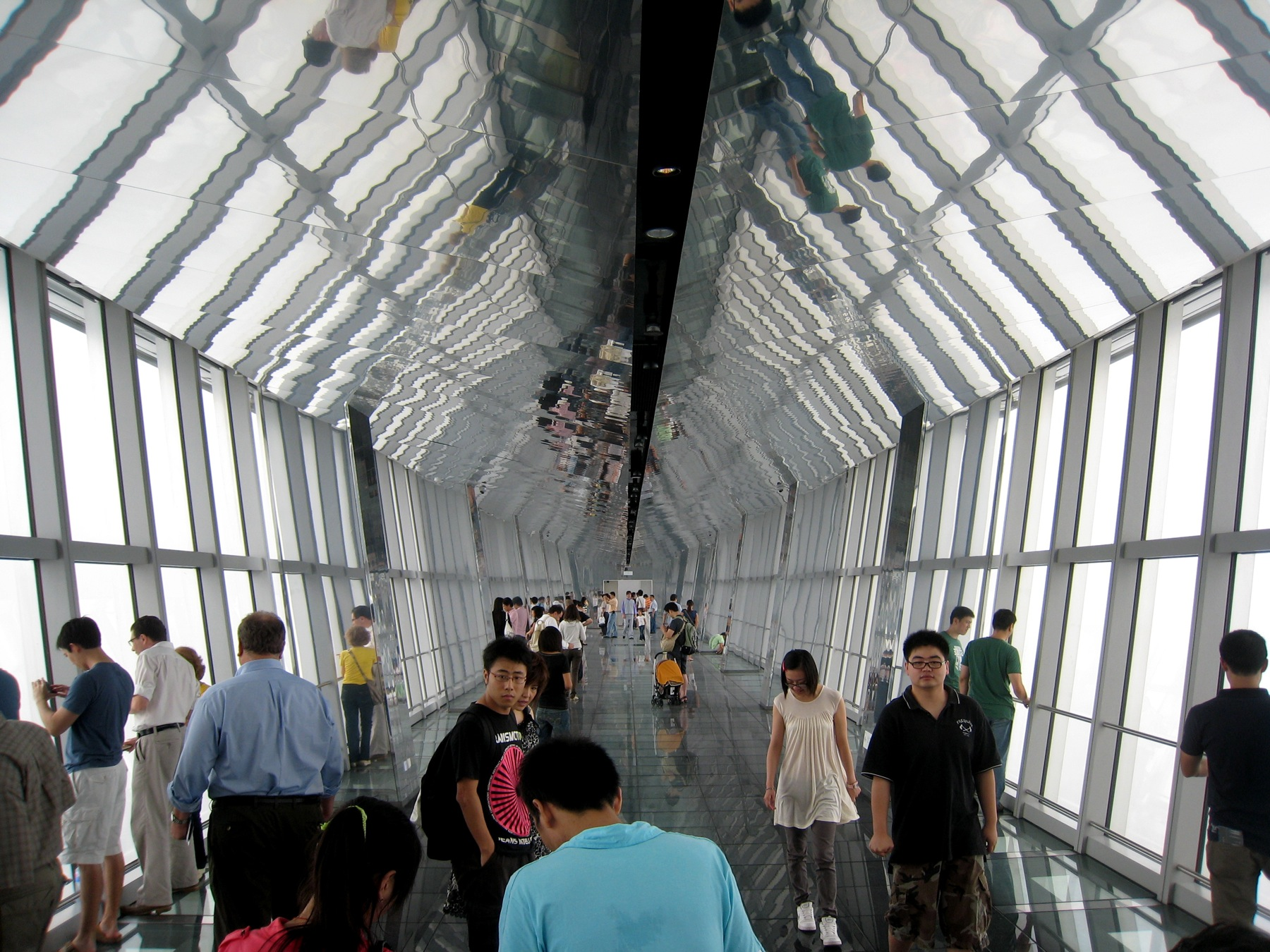
داخل سطح المراقبة في البرج.
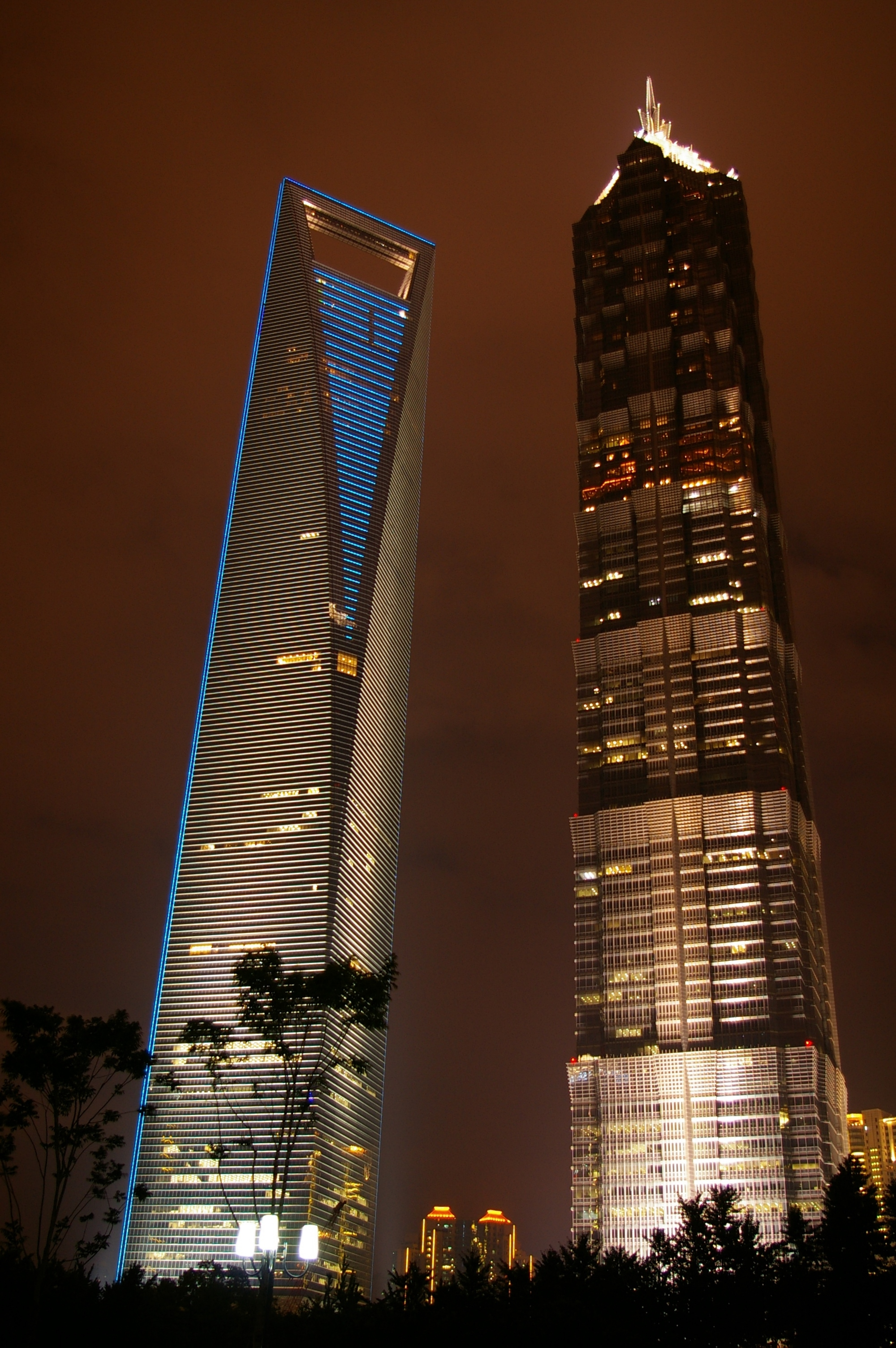
مركز شنغهاي المالي العالمي (يسار) وبرج جين ماو.
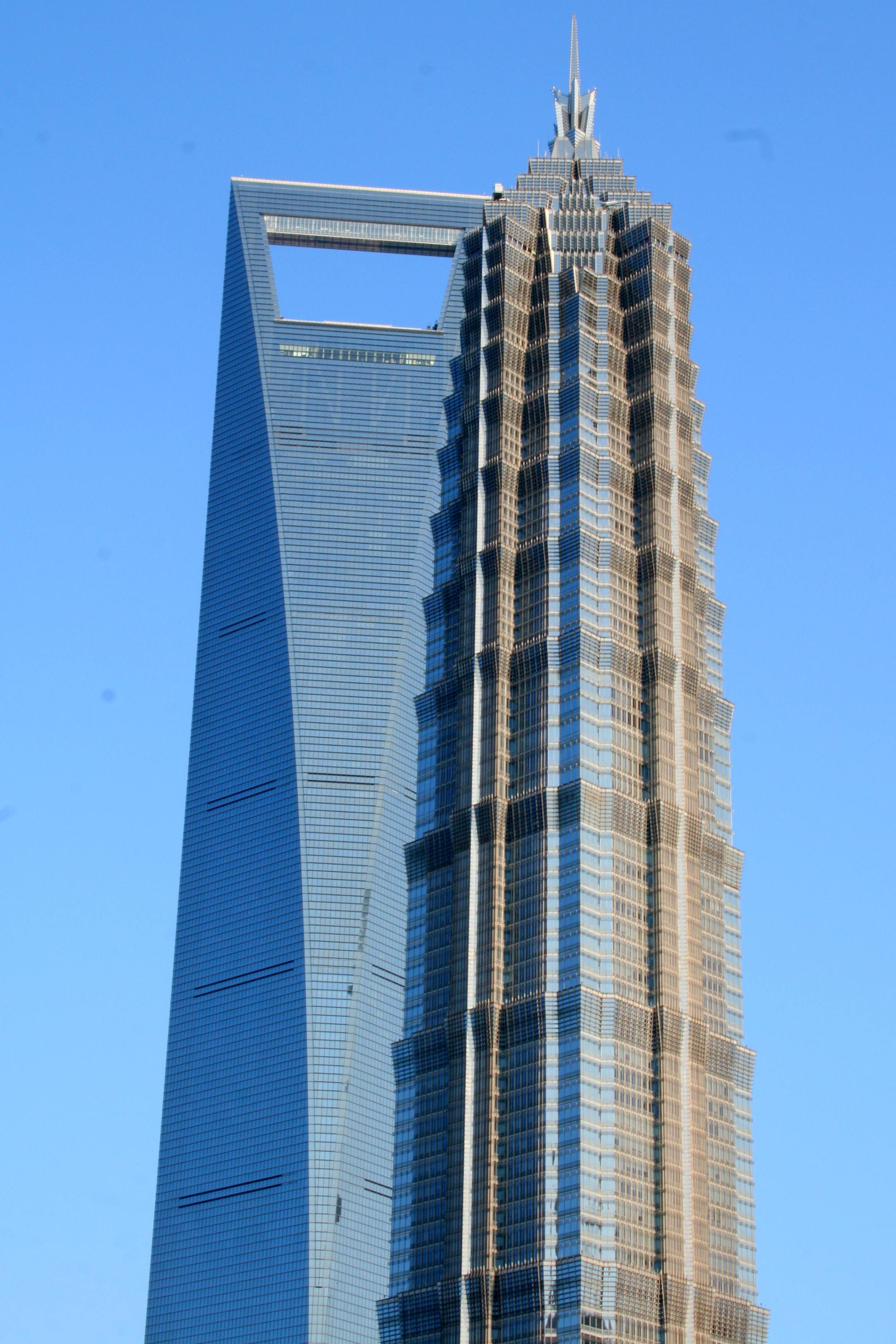
يقع مركز شنغهاي المالي العالمي وبرج جين ماو بجوار بعضهما البعض.
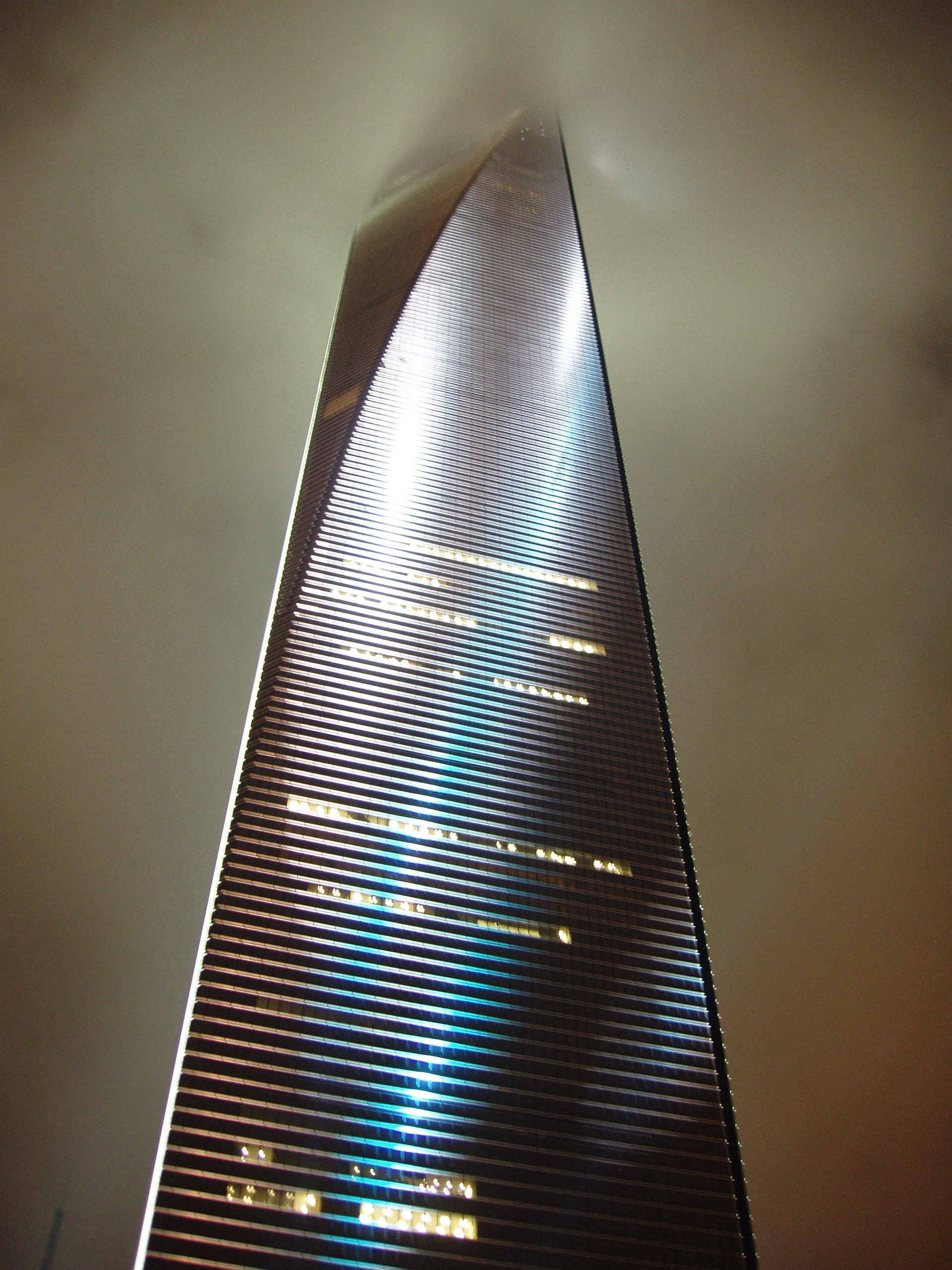
صورة للمركز بالمساء.
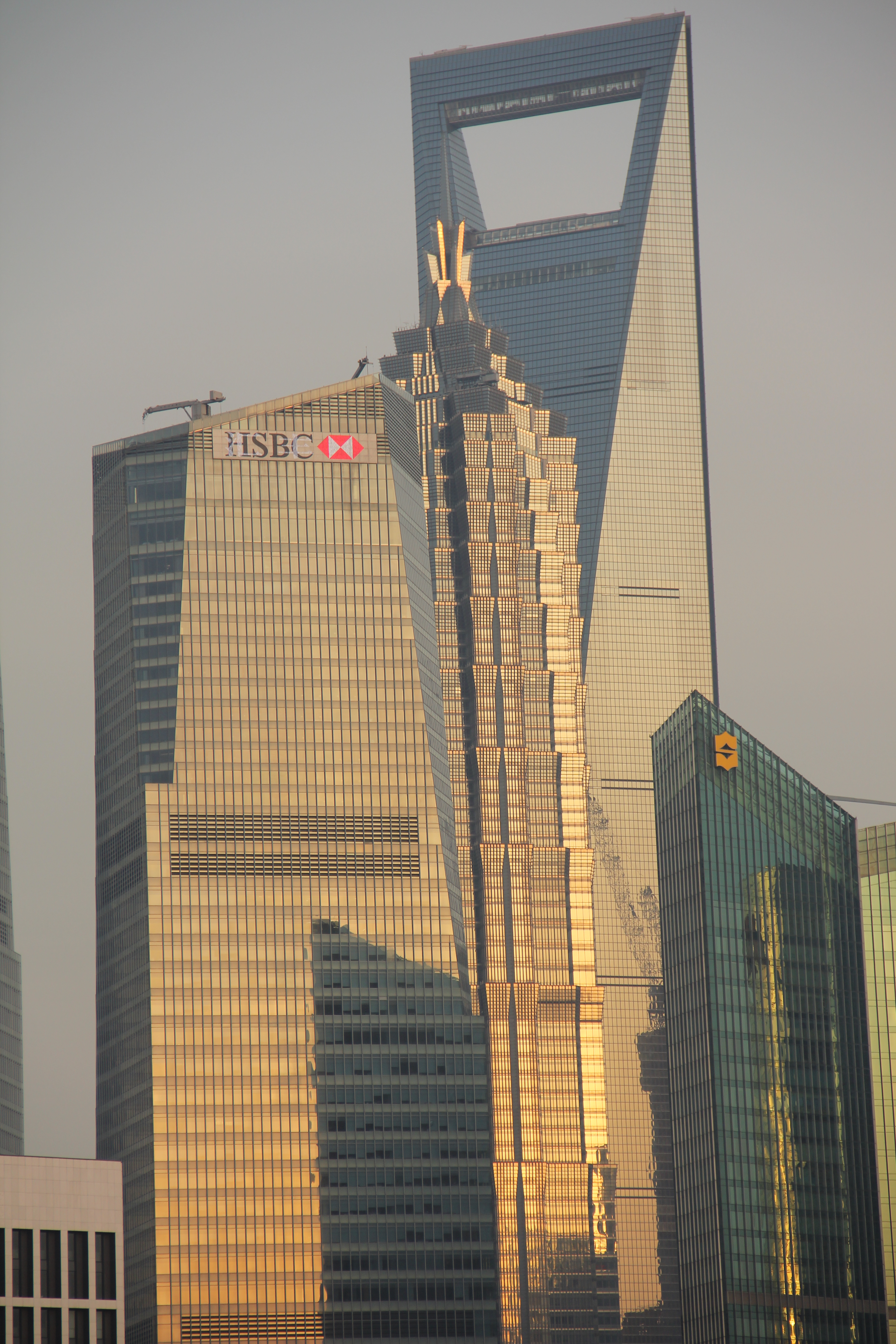
المركز بجانب برج جين ماو.
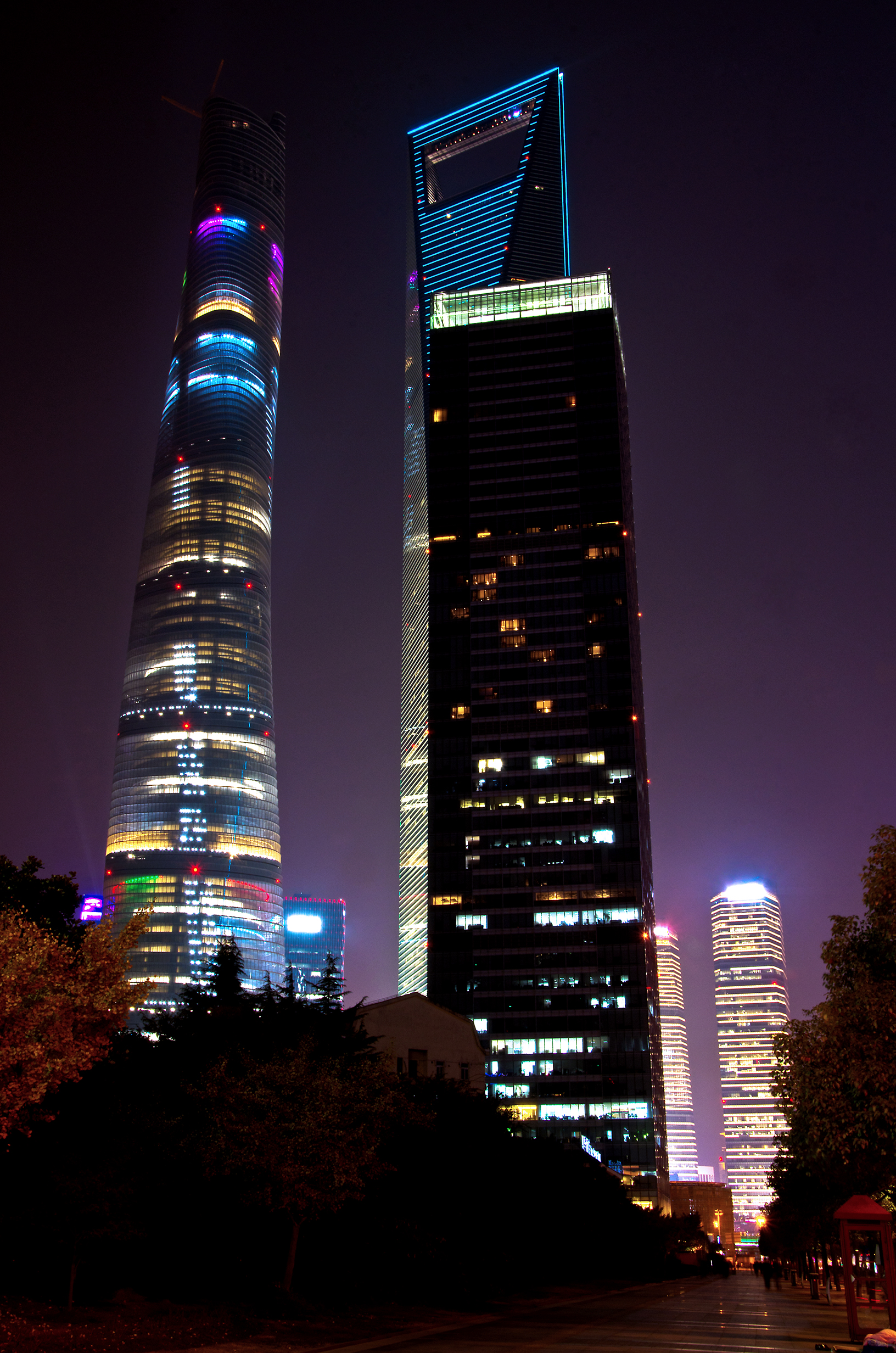
المركز بجانب برج شنغهاي في الليل.
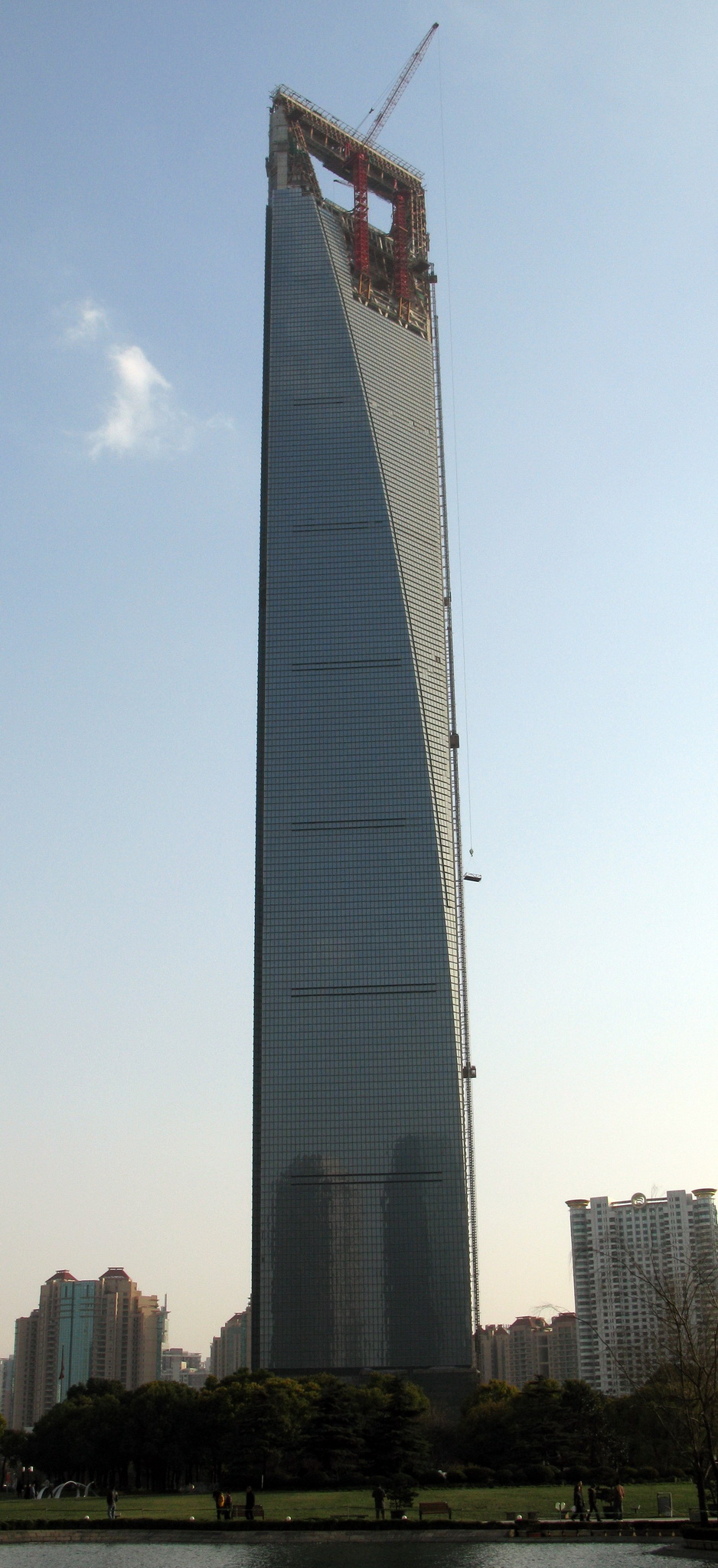
تحت التشيد.
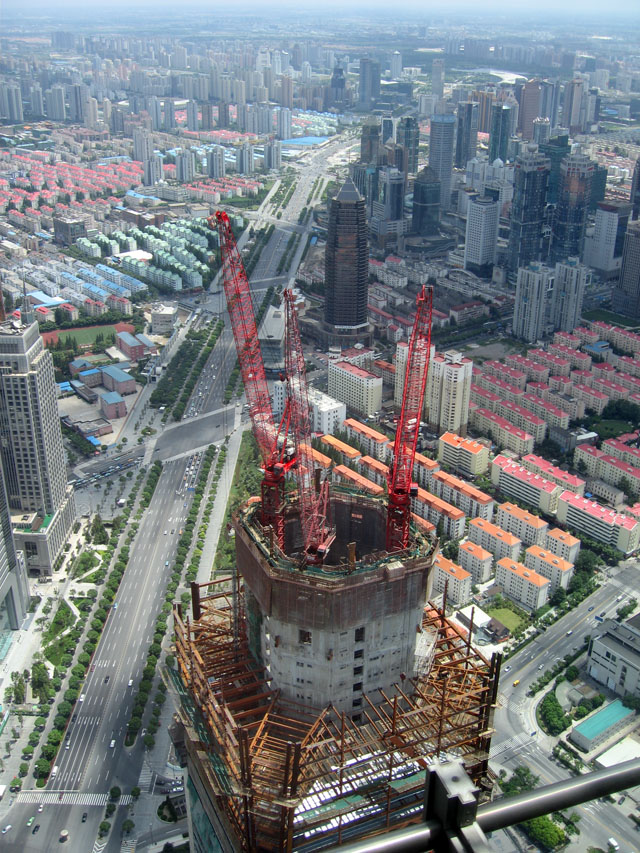
تحت التشيد.
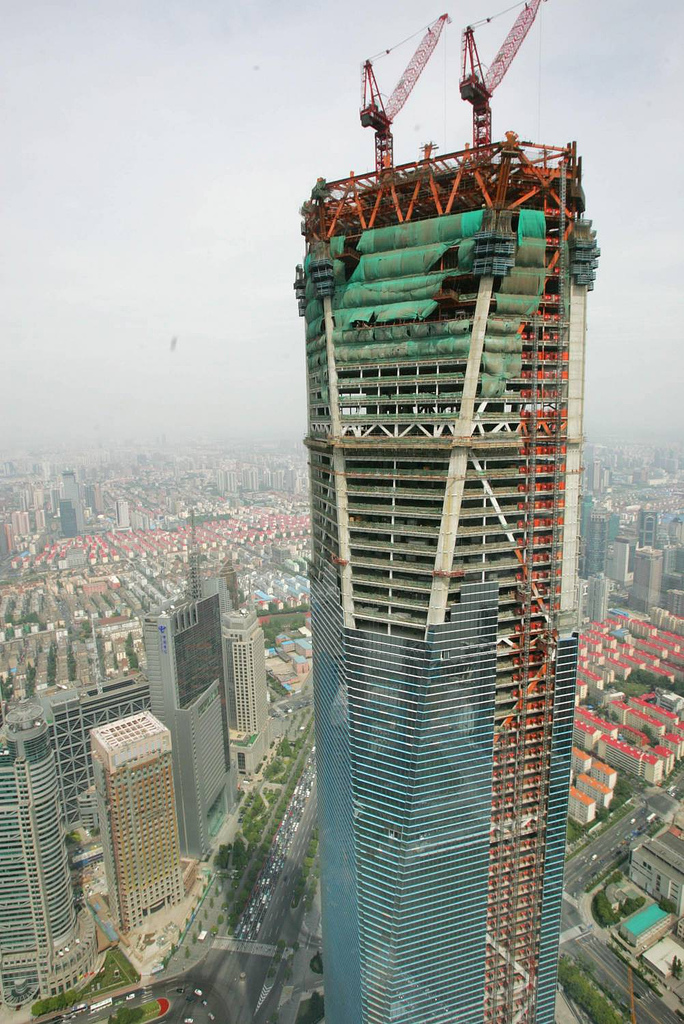
المركز تحت التشيد.
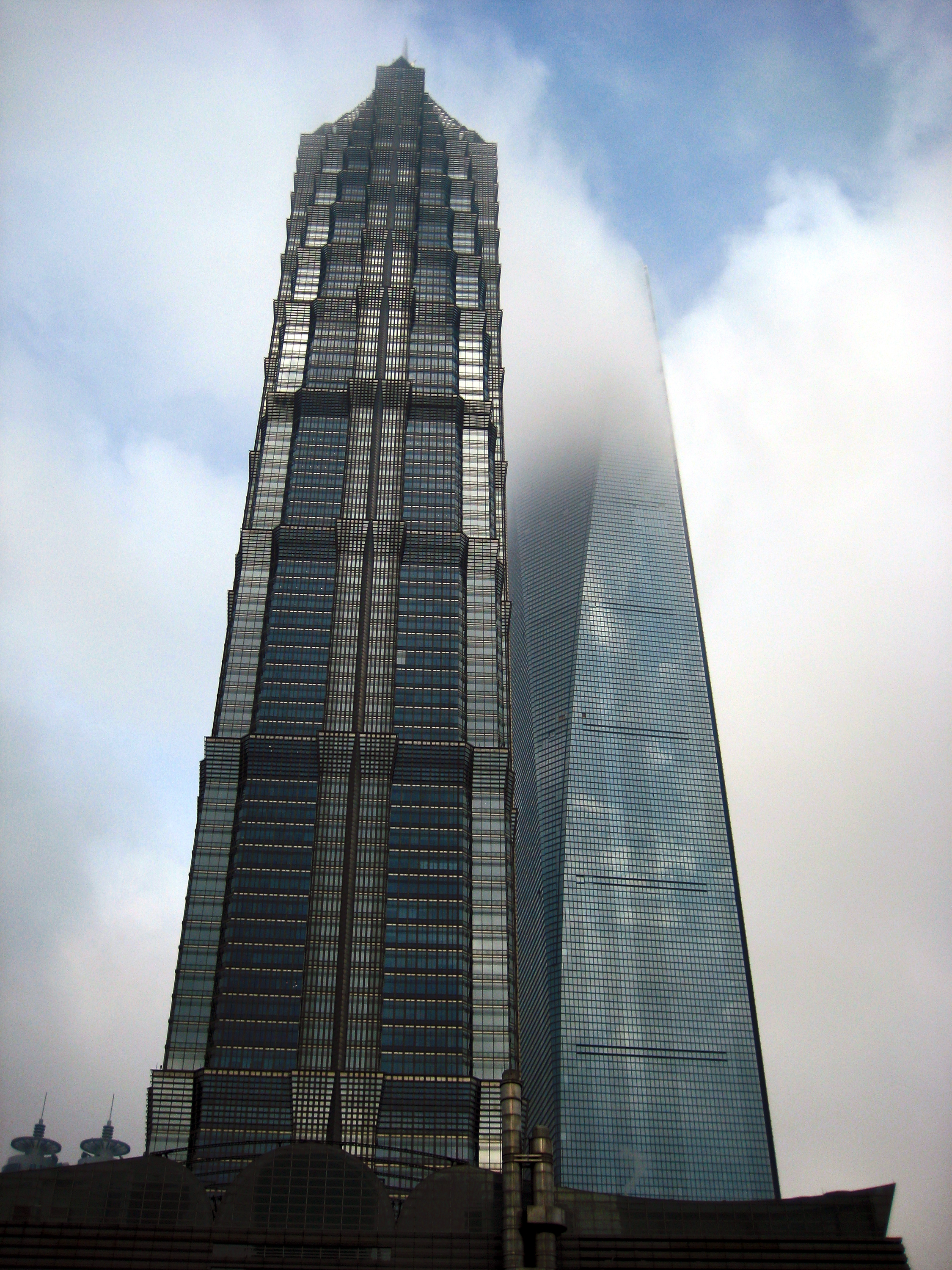
المركز بجوار برج جين ماو.
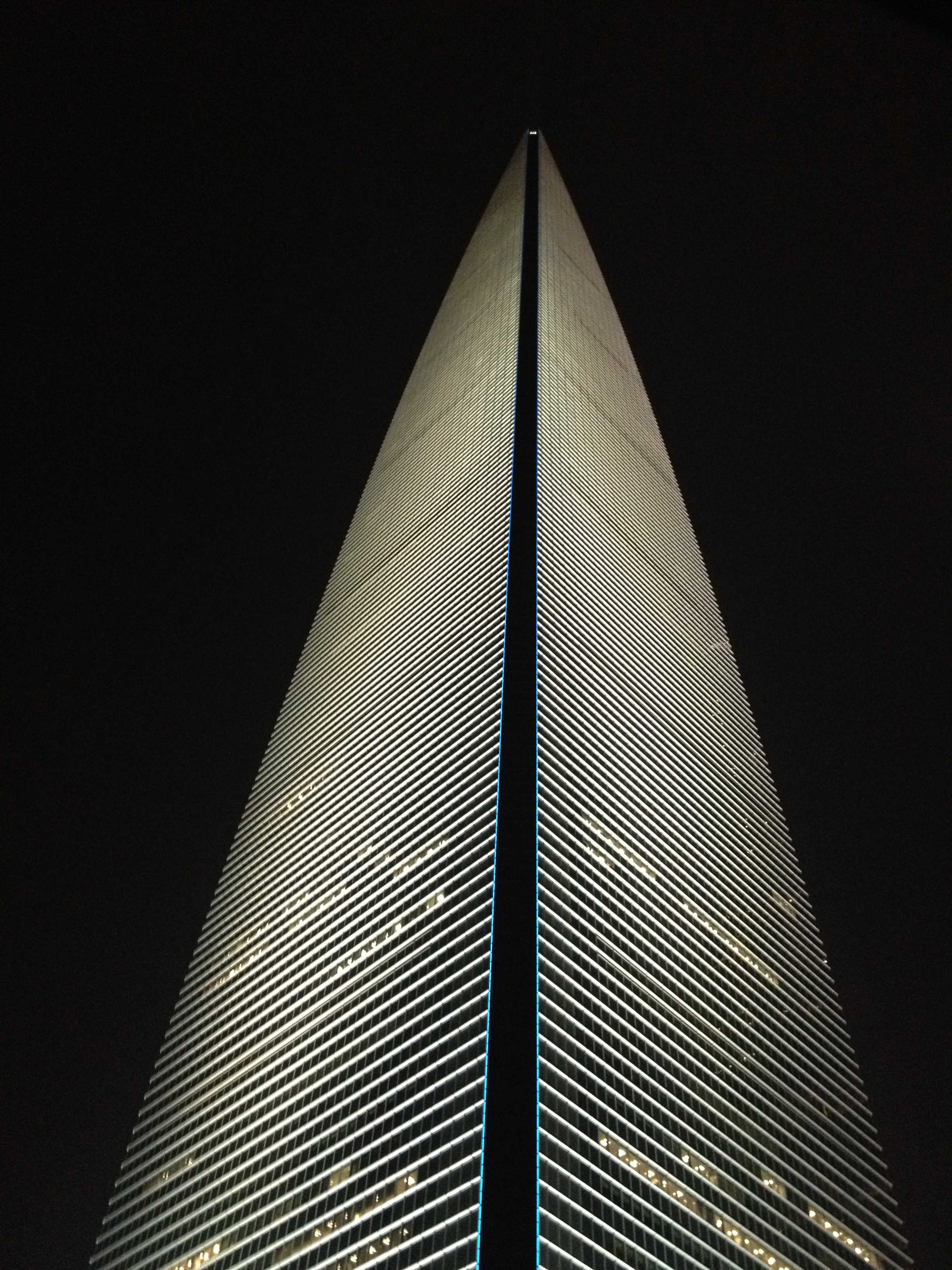
مركز شنغهاي المالي العالمي (صورة في الليل).
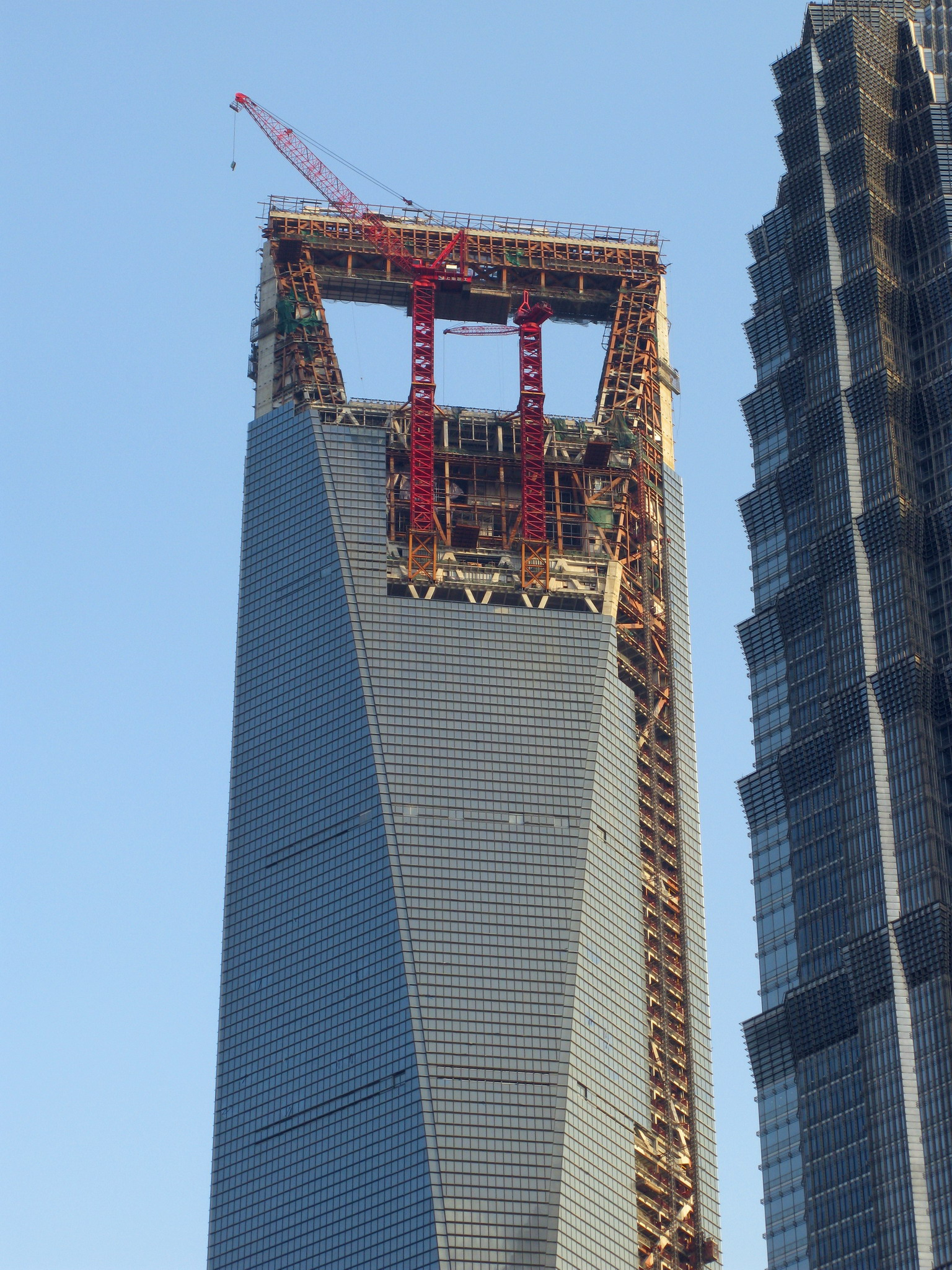
الفتحة قيد الإنشاء أعلى المبنى.
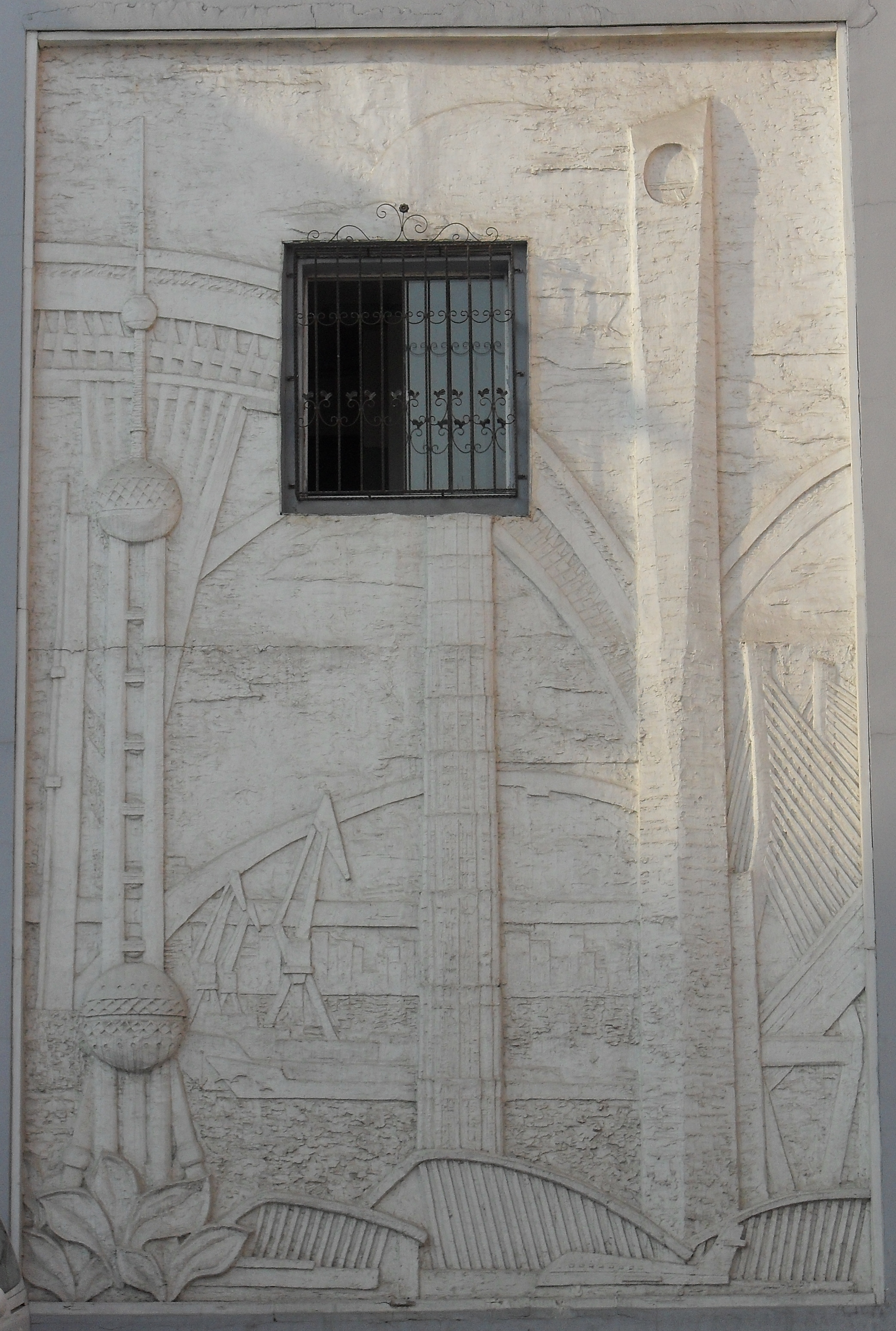
جدارية من الجص تصور التصميم الأصلي.
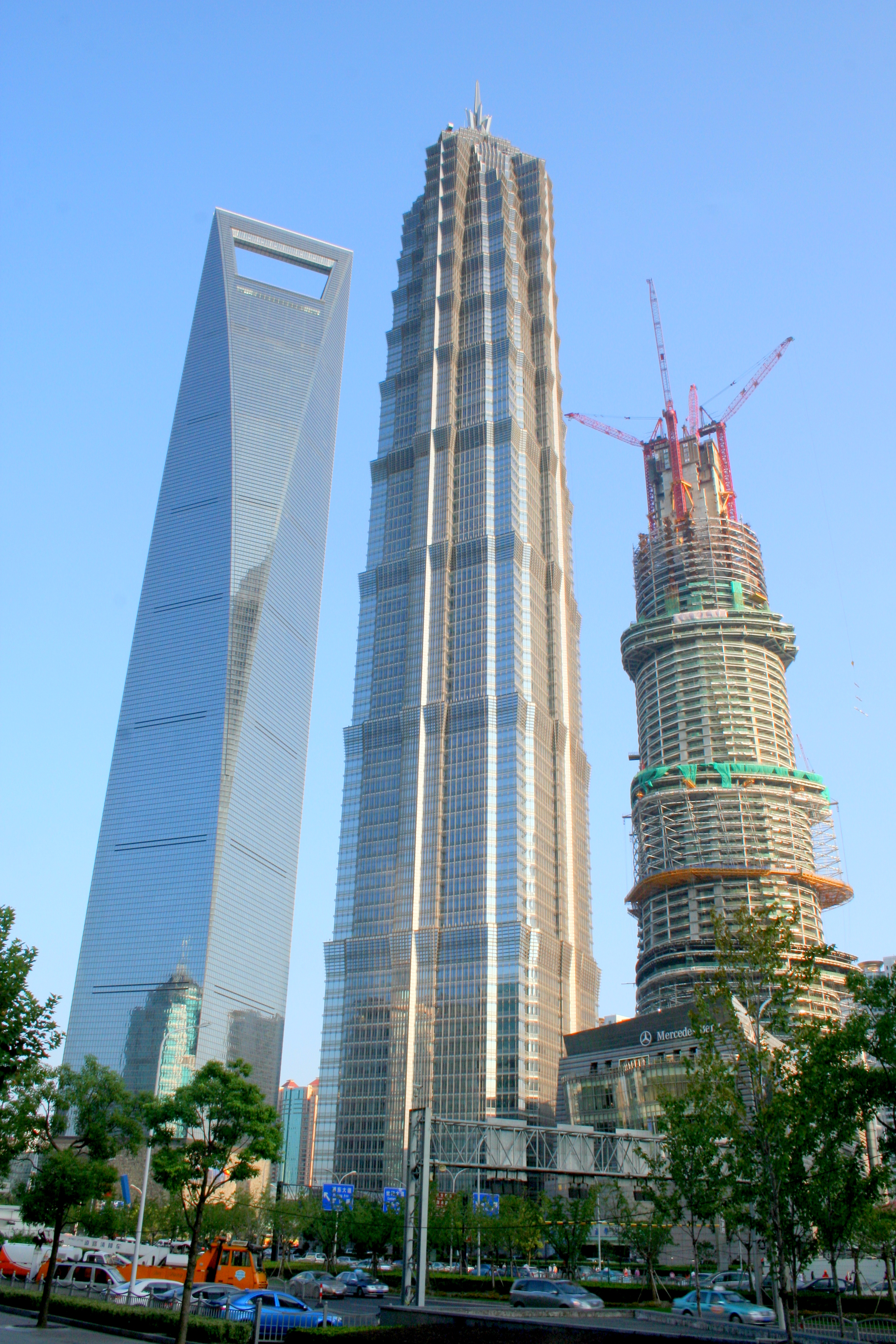
SWFC وبرج جين ماو وبرج شنغهاي غير المكتمل (أقصى اليمين) في أغسطس 2012.
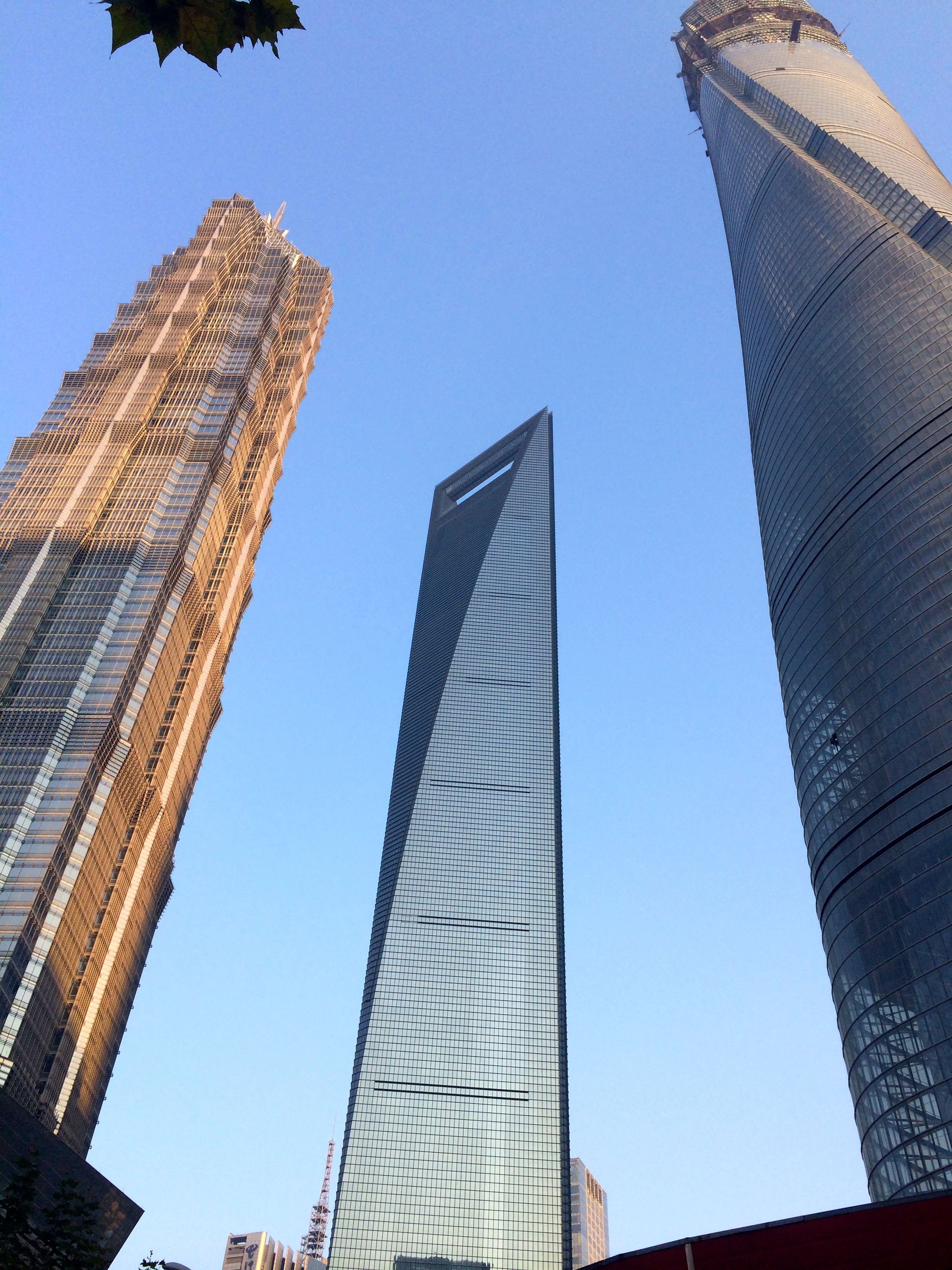
قرب الانتهاء من مركز شنغهاي المالي العالمي وبرج جين ماو وبرج شنغهاي في يناير 2014.
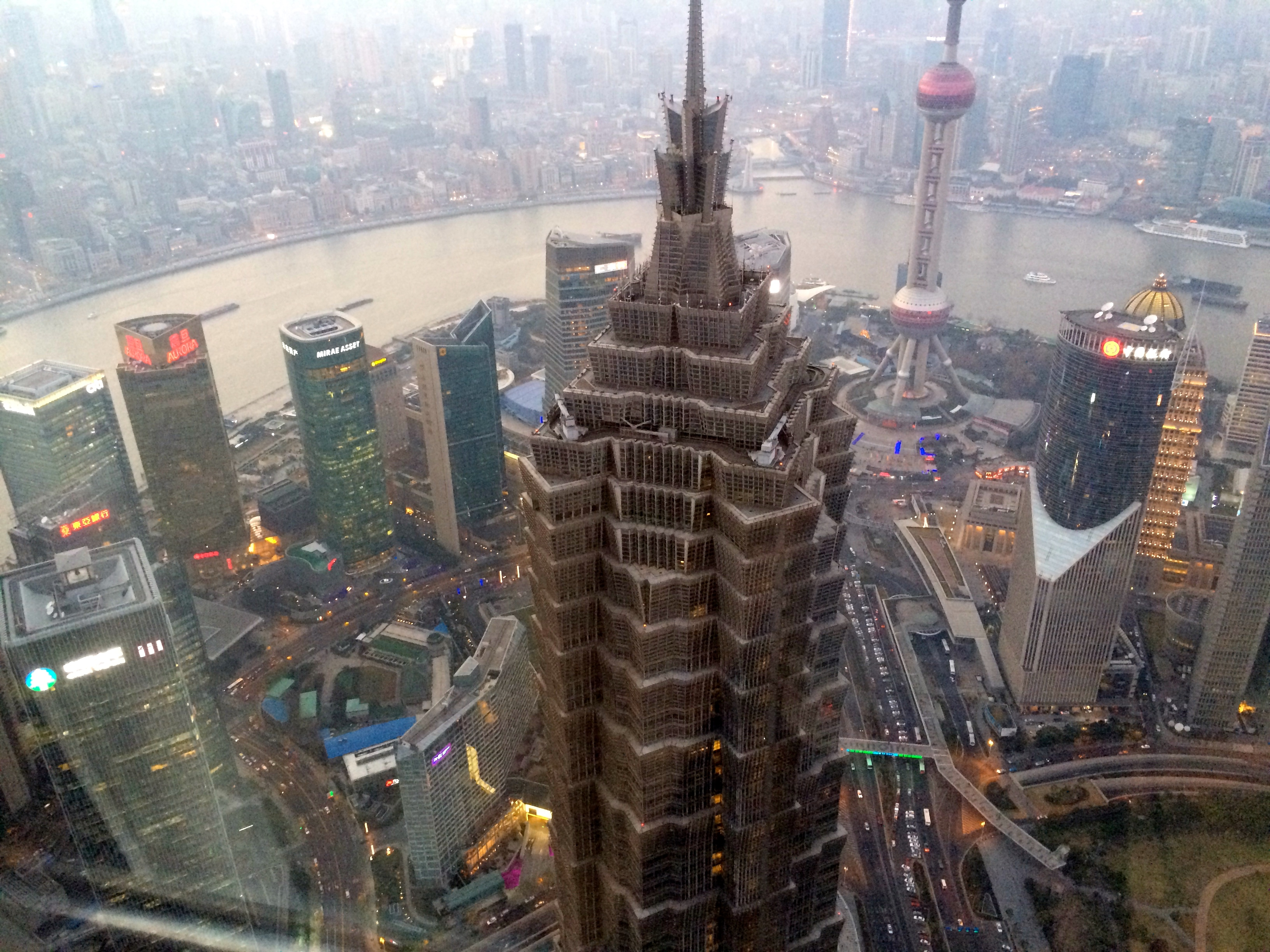
منظر لبرج جين ماو من منصة المراقبة مركز شنغهاي المالي العالمي.
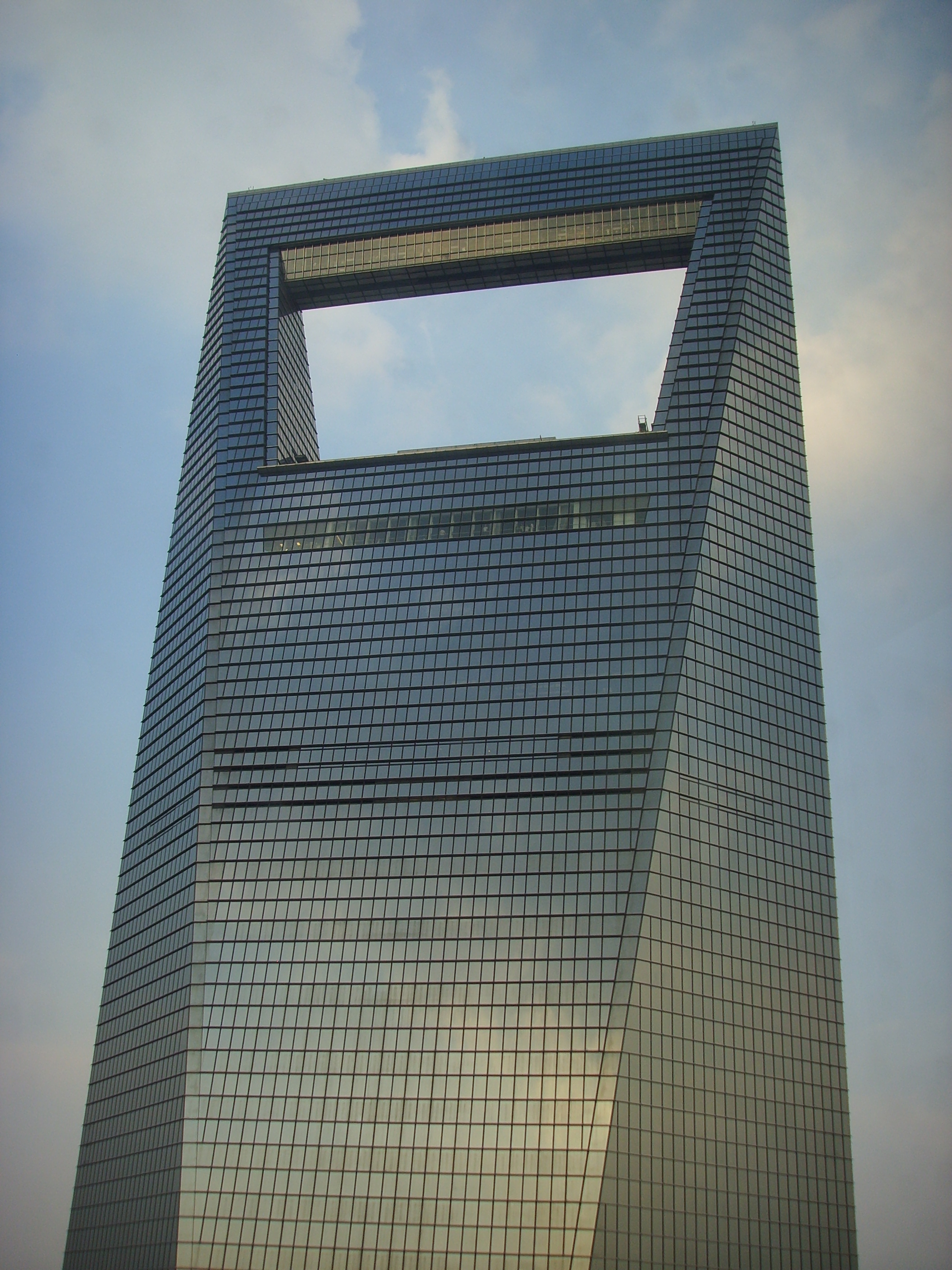
قمة المبنى.
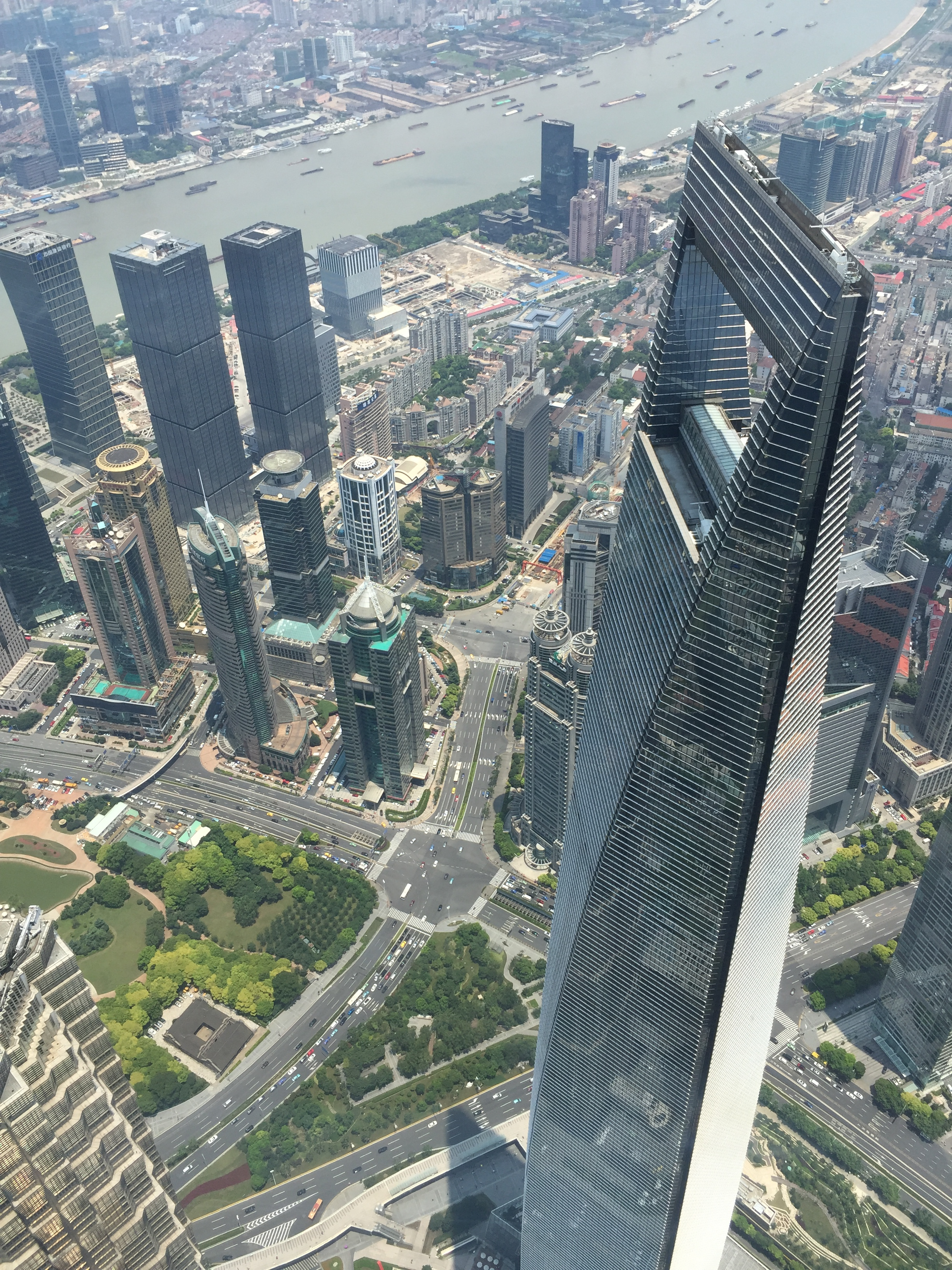
برج شنغهاي المالي العالمي من برج شنغهاي، 2016.

## وصلات خارجيّة
- البيان، الصين تفتتح ثالث أعلى برج في العالم بعد «دبي» و«تايبيه» - تاريخ الولوج = 30-8-2008